# Gourgue (Altos Pirineos)
Gourgue es una comuna francesa situada en el departamento de Altos Pirineos, en la región de Occitania.

## Demografía
| 43 | 47 | 43 | 48 | 52 | 44 | 44 | 64 |
| Para los censos de 1962 a 1999 la población legal corresponde a la población sin duplicidades (Fuente: INSEE [Consultar]) |    |    |    |    |    |    |    |